# VectorCell
VectorCell was een Frans computerspelontwikkelaar gevestigd in Villebon-sur-Yvette. Het bedrijf werd in 2005 opgericht en werd in 2013 geliquideerd na tegenvallende resultaten.

## Ontwikkelde spellen
| Release | Titel     | Platform                         |
| ------- | --------- | -------------------------------- |
| 2012    | Amy       | PlayStation 3, Xbox 360          |
| 2013    | Flashback | PlayStation 3, Windows, Xbox 360 |